# II Uljanowska Szkoła Pancerna
II Uljanowska Szkoła Pancerna im. M.W. Frunzego odznaczona orderami Czerwonego Sztandaru i Lenina (ros. 2-е Ульяновское танковое ордена Ленина, Краснознамённое училище имени М. В. Фрунзе) – wojskowa instytucja edukacyjna ZSRR, która kształciła dowódców czołgów. W latach 1947-1960 stacjonowała w Uljanowsku. 